# Кунигунда Якобея Пфальцская
Кунигунда Якобея Пфальцская (нем. Kunigunde Jakobäa von der Pfalz; 9 октября 1556, Зиммерн — 26 января 1586, Дилленбург) — пфальцграфиня Зиммернская, принцесса Пфальцская, в замужестве графиня Нассау-Дилленбургская.

## Биография
Кунигунда Якобея — дочь курфюрста Фридриха III Пфальцского и его супруги Марии Бранденбург-Кульмбахской, дочери маркграфа Казимира Бранденбург-Кульмбахского. 13 сентября 1580 года в Дилленбурге Кунигунда Якобея вышла замуж за графа Иоганна VI Нассау-Дилленбургского, став его второй супругой. Бракосочетание привело не только к политическому сближению Нассау-Дилленбурга с реформированным Пфальцем, но и дало импульс для перехода графа Иоганна в кальвинизм. Кунигунда Якобея похоронена в протестантской городской церкви Дилленбурга.

## Потомки
В браке с графом Иоганном VI Нассау-Дилленбургским у Кунигунды Якобеи родились две дочери:
- Амалия (1582—1635), замужем за графом Вильгельмом I Сольмс-Грейффенштейнским (1570—1635);
- Кунигунда (1583—1584).